# Petra Morath-Pusinelli
Petra Morath-Pusinelli (* 1967) ist eine deutsche Kirchenmusikerin und Hochschullehrerin.

## Leben
Petra Morath-Pusinelli studierte an der Hochschule für Musik und Darstellende Kunst Frankfurt am Main katholische Kirchenmusik und legte dort das A-Examen ab. Sie ergänzte ihre Ausbildung mit Meisterkursen bei Michael Radulescu, Jon Laukvik und Daniel Roth. Des Weiteren schloss sie ein Studium der Psychologie ab (M. Sc.). Sie bildete sich ferner bei der Deutschen Musiktherapeutischen Gesellschaft in Musiktherapie fort.
Von 1984 bis 2010 wirkte sie als Organistin an St. Kilian in Wiesbaden. Sie ist Korrepetitorin des Bachchores in Mainz. Seit 2006 lehrt sie als Dozentin an der Johannes Gutenberg-Universität Mainz Korrepetition. Morath-Pusinelli konzertierte im In- und Ausland. Bei der Aufführung von Duruflés Requiem im November 2009 unter Gabriel Dessauer, einem Gedenkkonzert gegen Antisemitismus, spielte Morath-Pusinelli die Orgel. 2021 übernahm sie bei der Aufführung von Rossinis Petite Messe solennelle den Harmonium-Part.
Für den Carus-Verlag hat sie von Kompositionen aus verschiedenen Epochen die Klavierauszüge arrangiert.

## Tondokumente

### Orgel solo
- Fantasia notturna. Zusammen mit Michael Feldner (Trompete). Darin enthalten: Prélude et fugue en si majeur und Prélude et Fugue sol mineur von Marcel Dupré. Melisma Musikverlag KG Wiesbaden, Aufnahme 1994.

### Mitwirkung als Organistin
- John Rutter: Requiem. Reger-Chor Wiesbaden. Ltg. Gabriel Dessauer. CD, Johannes Final Verlag, München 1993.
- Noël – French Romantic Music for Christmas. Bachchor Mainz, L’arpa festante, Ltg. Ralf Otto. CD, deutsche harmonia mundi, 2008.
- Weihnachten mit Klassikstars.  CD, Sony, 2011.
- J. S. Bach: Johannes-Passion. Bachchor Mainz, Bachorchester Mainz, Ltg. Ralf Otto. 2 CD, Naxos, 2018.
- J. S. Bach: Matthäus-Passion. Bachchor Mainz, Bachorchester Mainz, Ltg. Ralf Otto. 3 CD, Naxos, 2019.